# 笹村二朗
笹村 二朗（ささむら じろう、1934年〈昭和9年〉3月25日 - 2022年〈令和4年〉7月11日）は、日本の実業家、トカプチアイヌ協会代表、北海道ウタリ協会理事長、アイヌ文化振興・研究推進機構副理事長。帯広市議会議員。

## 略歴
1934年、北海道帯広市生まれ。和人の父とアイヌ人の母を持つ。
1961年に建設業「笹村組」を開業し、1972年に法人化し社長に就任。
帯広市にあった古戦場のチョマトー埋め立て問題で、1975年ごろより、北海道ウタリ協会の活動に関わる。
1996年、北海道ウタリ協会の理事長に就任する。「日本国政府による補償も必要だが、アイヌ民族の自立が重要である」との姿勢をとる。
アイヌ文化振興法の1997年の制定に、理事長として動き回る。鈴木宗男の後援会活動にも参加する。
2001年8月6日に、自民党代議士である鈴木宗男の「アイヌ民族同化発言」と平沼赳夫の「単一民族発言」に対しての抗議に消極的であるという理由で、理事会において27人中18人の賛成で、理事長職を解任される。
2003年4月27日、帯広市議会議員に無所属で出馬し、当選する。
2007年4月22日、帯広市議会議員選挙に「新党大地」から出馬するが落選する。
2022年7月11日、肺がんのため帯広市内の病院で死去。88歳没。

## 人物
1976年に北海道アイヌ協会帯広支部長（現在の帯広アイヌ協会）に就任して以来、協会員の生活や地位向上に取り組み、アイヌ文化振興法の制定に尽力するなどアイヌ文化の伝承や後継者育成に貢献した。